# بودوکو
بودوکو (به پرتغالی: Bodocó) یک منطقهٔ مسکونی در برزیل است که در پرنامبوکو واقع شده‌است. بودوکو ۱٬۶۲۱٫۷۹ کیلومتر مربع مساحت و ۳۵٬۱۵۸ نفر جمعیت دارد و ۴۴۳ متر بالاتر از سطح دریا واقع شده‌است.